# Folkpark

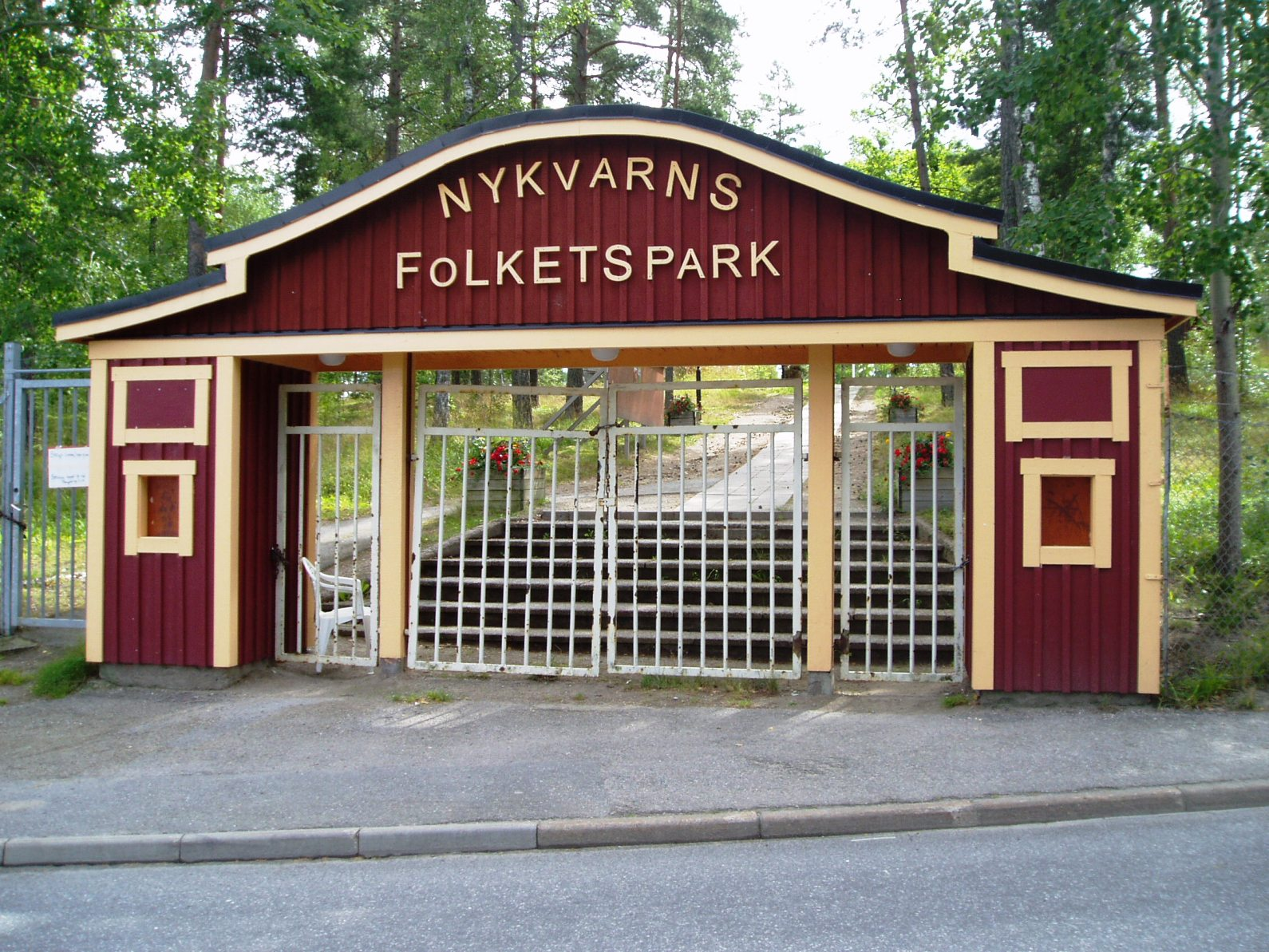
Folkets park i Nykvarn I Södermanland.

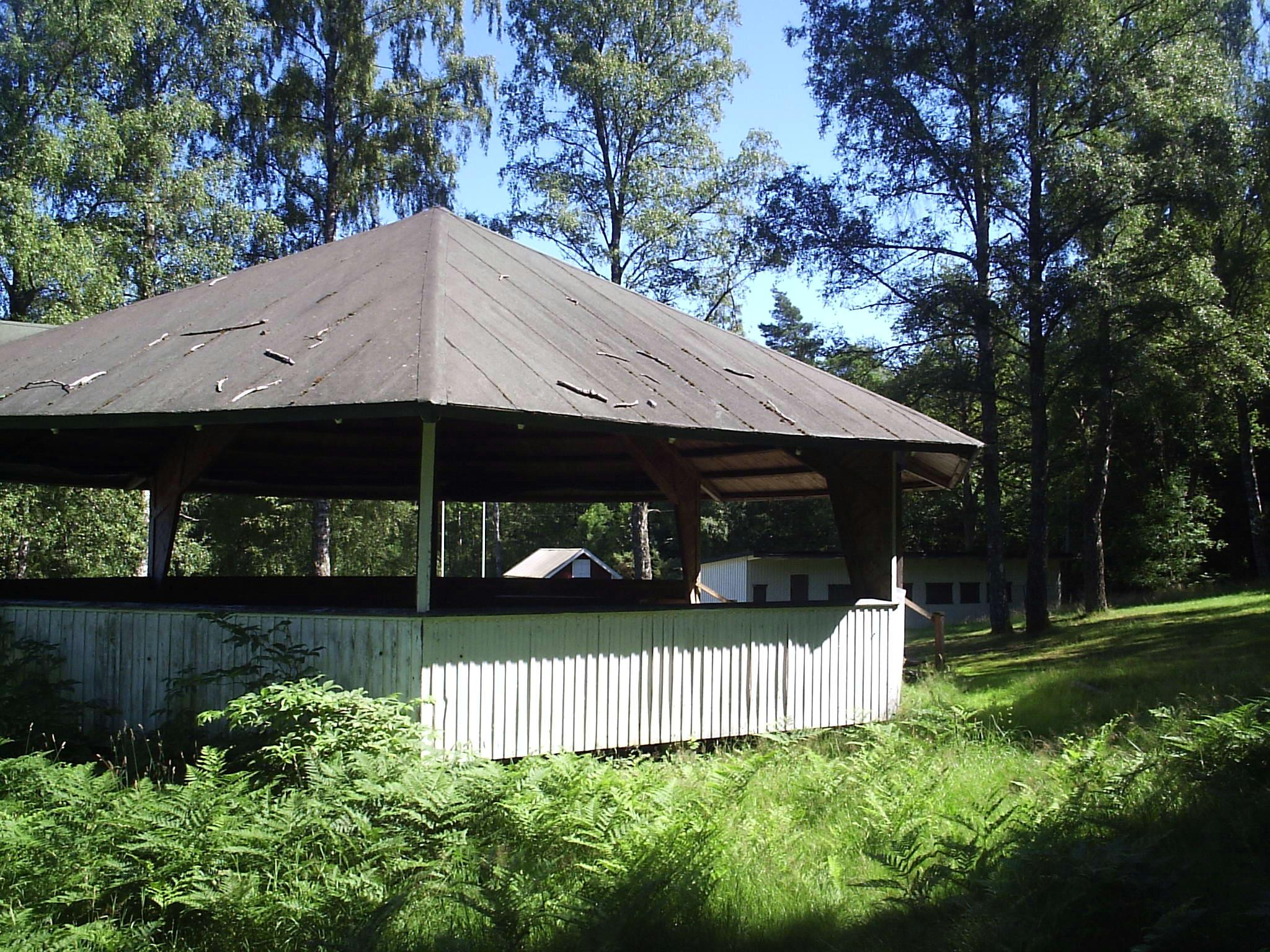
Dansbana i Folkets park i Tollered

Folkpark är en festplats eller friluftsanläggning, tidigare i regel ägd av en arbetarorganisation eller en bygdeförening, numera ofta av fristående föreningar.

## Folkparker i Kina
Efter kommunisternas seger i det kinesiska inbördeskriget (1928–1949) under ledning av Mao Zedong och Folkrepubliken Kinas grundande den 1 oktober 1949, genomfördes omfattande förändringar i de flesta kinesiska städers stadsplanering. En av dessa utgjordes av inrättandet av "Folkparker" (traditionell kinesiska: 人民公園; förenklad kinesiska: 人民公园; hanyu pinyin: Rénmín Gongyúan). Ett framstående exempel på detta är staden Shanghais folkpark. Trots att Kina är ett land med en lång tradition inom området park- och trädgårdsarkitektur, fanns det före kommunisternas maktövertagande, väldigt få parker öppna för allmänheten. De flesta parker hade dittills varit privat egendom och tillhört kinesisk och utländsk överklass med residens i Kina.

## Folkparker i Norge
Folkparker i Norge är offentliga parkanläggningar i städer, som Frognerparken, och Bygdø Kongsgård i Oslo eller Hamar park i Hamar. Ordet folkpark (no: folkepark) har aldrig varit vanligt i Norge. 1935 föreslogs att parken St. Hanshaugen i Oslo skulle bli folkpark, med nöjesfältet Tivoli i Köpenhamn som förebild, men kommunen sade nej.

## Folkparker i Sverige

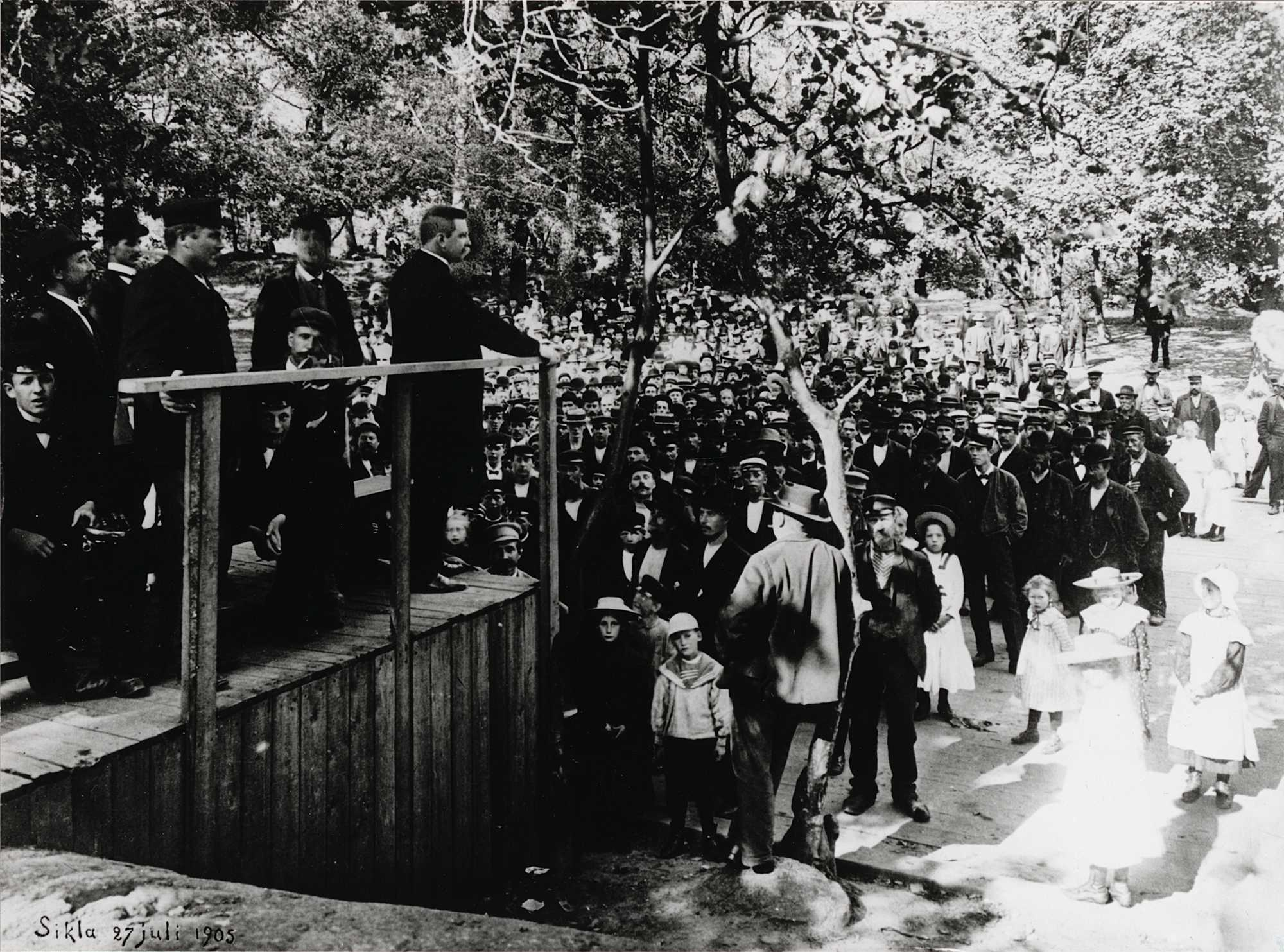
Hjalmar Branting håller tal i Sickla Folkets park 1905.

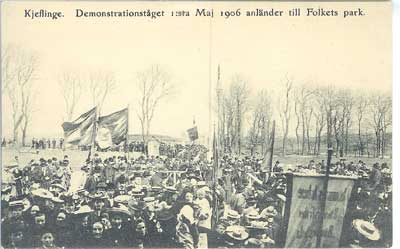
Demonstrationståg 1 maj 1906 i Kävlinge Folkets park.

Folkparken som företeelse sägs ha sitt ursprung i Sverige, även om allmänna parker och förlustelseplatser för mer välbeställda samhällsgrupper funnits i äldre tider, såsom Tivoli utanför Rom. Andra parallella inspirationskällor är till exempel tyska biergarten. Här kunde folk roa sig för en billig peng på lördagarna, då det ordnades dans, karuseller med mera.
I slutet av 1800-talet uppstod olika sorters större sammanslutningar människor samlades kring för att engagera sig politiskt, engagera sig frikyrkligt, engagera sig för kultur, nykterhet etc. Man brukar tala om 1800-talet som de stora folkrörelsernas tid, med exempel som arbetarrörelsen, nykterhetsrörelsen, frikyrkorörelsen och idrottsrörelsen, samt senare hembygdsrörelsen. Särskilt arbetarrörelsen och nykterhetsrörelsen kom att engagera sig i sina medlemmars fritid. För ändamålet byggdes särskilda Folkets hus och Ordenshus. Senare tillkom även idén att man kunde anlägga större mötesplatser i form av nöjesparker. Även om verksamheten i mångt och mycket byggde på idealistiska och ideella krafter, kom i många fall även industriägare med flera att skjuta till pengar till verksamheterna (corporate paternalism). Folkets park var ett sådant sätt. 
Det vanliga före industrialismen var att festerna, särskilt på landsbygden, uppstod genom att ungdomar och spelmän träffades vid olika vägskäl på lördagsnätterna (exempelvis Gustaf Frödings dikt Det var dans bort i vägen förtäljer om detta). Samtidigt var dessa festplatser okontrollerbara och kunde urarta i slagsmål och fylleri. Dans vid vägskäl skulle fortgå in på 1900-talet.

### Folkparker uppstår i städerna
Den första svenska folkparken var Krokbornsparken i Hällefors, som anlades 1796 på initiativ av enskilda personer.
Den finns kvar på samma plats än idag. Därnäst kom den första folkpark som anlades av arbetarrörelsen, Folkets Park i Malmö 1891, utifrån en sedan tidigt 1800-tal anlagd privatpark. Parker växte sedan fram i Helsingborg och i Lund 1895, i Ystad 1896 och i Trelleborg 1897. Äldst i Mellansverige var Folkparken i Eskilstuna från 1898 och i Västerås 1899. Den första Folkparken i Norrland anlades 1902 i Sundsvall.

### Fortsättning på landsbygden
Under de följande femtio åren (kring 1900–1950) började folkparker anläggas även på landsbygden. Antalet folkparker växte rejält och fanns i stort sett överallt i hela landet; som mest 256 parker i slutet av 1950-talet. Folkparkerna fanns nu inte bara vid brukssamhällena och i städerna. Vid traditionellt använda festplatser och vid flera stora vägskäl mitt inne i skogarna byggdes dansbanor med mera. Under 1930-, 40- och 50-talen uppträdde många av tidens stora svenska artister på folkparkerna, som hade öppet varje lördag. Från 1930-talet och framåt hade folkparkerna tappat sin politiska innebörd och blivit en institution, som var välkänd för alla och som förknippades med nöjen, turnerande artister, och dans. 
Att folkparkerna kom att få så stor spridning i Sverige har flera olika anledningar. En av de större anledningarna var att nöjesetablissemang var hårt reglerade fram till mitten av 1950-talet. Man fick inte ordna danser och servera sprit samtidigt. Spritförsäljningen var noga reglerad. Det serverades alltså ingen sprit inne på folkparkerna, men de var (med storstäderna undantagna) ofta ensamma om att ordna dans för allmänheten. Det hindrade ändå inte att det då och då blev fylleri och slagsmål inne på folkparkerna genom att människor tog med sig flaskor hemifrån. Under 1940-talet var det s.k. "dansbaneeländet" en het samhällsfråga med prästen Gustav Grände i spetsen som pådrivande "moralens väktare" mot folkparkerna, som sades leda till ett syndigt leverne. Debatten ledde dock inte till någon skärpning av reglerna[källa behövs].

### Organisation och kultur

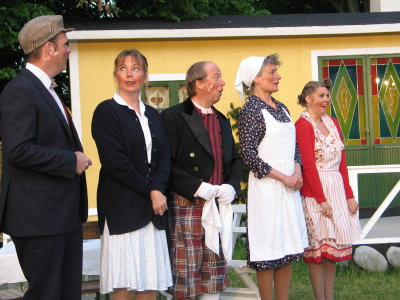
Från sommarrevy i Kävlinge Folkets Park 2005

I början av 1900-talet växte behovet av större samverkan och organisation för att stärka de svenska folkparkerna. År 1905 väcktes förslaget att bilda en samorganisation och året därpå bildades så Folkets Parkers Centralorganisation med inledningsvis ett dussin parker anslutna. Organisationens säte flyttades år 1930 från Eskilstuna till Stockholm; den omfattade år 1955 239 parker och år 1997 160 parker. De skånska parkerna hade en egen förening, Södra Sveriges förenade folkparker, fram till 1941. Dessa organisationer startade central varuförmedling, artistbyrå, kulturproduktion med mera. 
Vid samma tid växte även en mer medveten satsning på kultur i parkerna fram, även om det initialt var svårt att förmå mer välrenommerade teaterpersonligheter att vilja arbeta under folkparkernas än så länge tämligen enkla förhållanden. Med tiden växte dock de ekonomiska resurserna och mer utvecklade scenkonstruktioner byggdes upp, varvid olika teatersällskap och musiker började turnera i parkerna. År 1919 skapades folkparkernas särskilda operettsällskap, Centraloperetten, med årliga turnerande produktioner och även Folkparksteatern blev ett begrepp, där efterhand många av de mest kända scenpersonligheterna medverkade; även regissörer som Ingmar Bergman var tidvis verksamma där. Förutom folklustspel, operetter och varietéunderhållning gjordes även satsningar på mer seriös dramatik.
Flera välkända svenska såväl som utländska artister turnerade i de svenska folkparkerna under 1900-talet. Till de mer kända utländska hör Count Basie, Quincy Jones, Eartha Kitt, Tom Jones, The Osmonds, Delta Rhythm Boys, Michael Landon samt Frank Sinatra, som genomförde en folkparksturné 1953.
Tidningen Scen och Salong (1916–1939 Tidningen Folkparken) utgavs i pappersform 1916–90 och ges numera ut digitalt.

### Folkparkerna idag

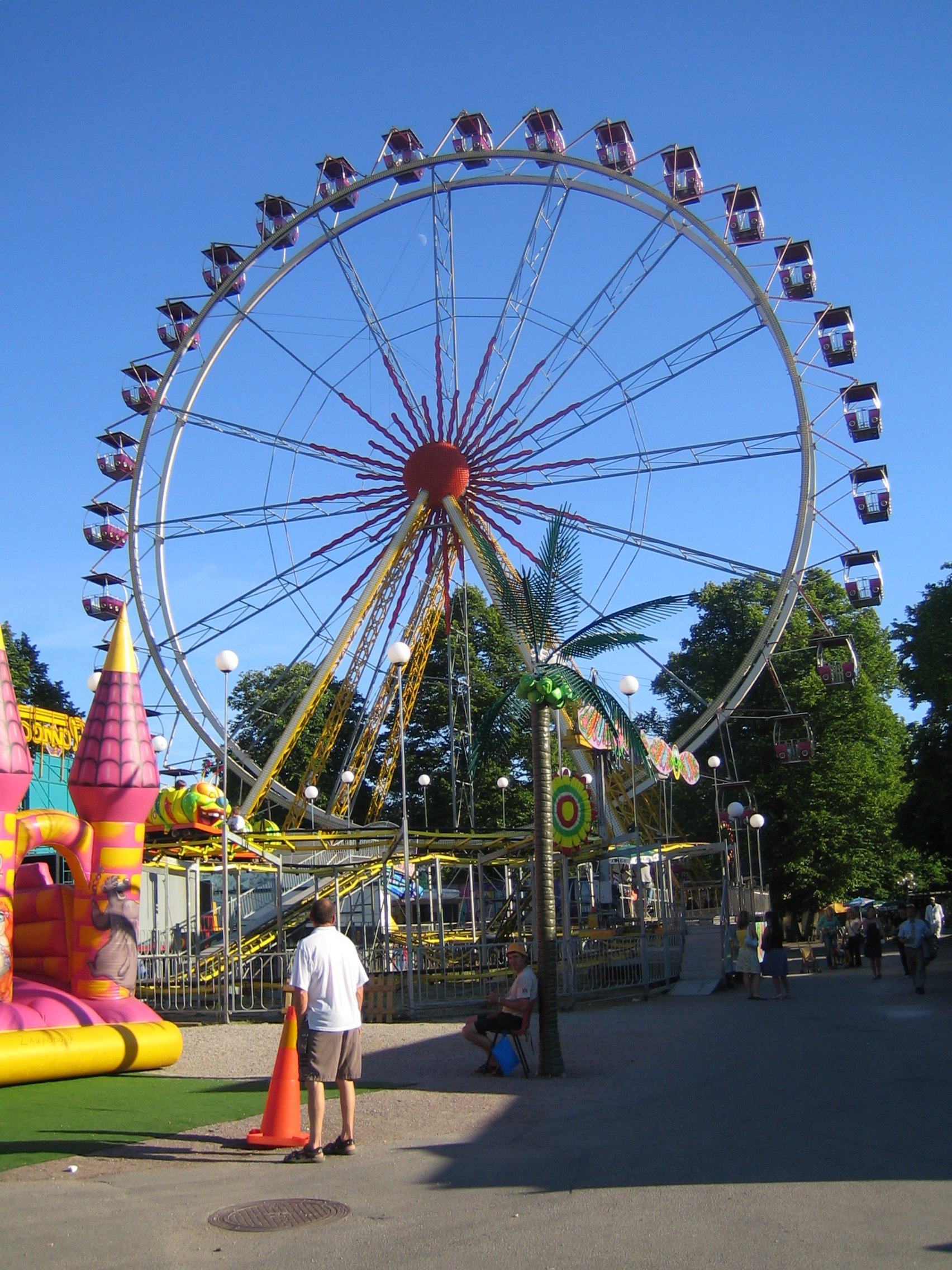
Pariserhjul i Folkets park i Malmö

Sedan 1999 ingår folkparker och Folkets hus-föreningar i en gemensam riksorganisation, Folkets Hus och Parker, med omkring 900 medlemmar. Antalet besök på platser knutna till Folkets Hus och Parker uppgick till cirka 50 miljoner 2007, vilket gör denna till Sveriges största nöjesarrangör. Antalet folkparksbesök uppskattades till 12 miljoner år 2001. Verksamheten består av dansorkestrar, artistframträdanden, teater och musikaler, barn- och ungdomsföreställningar, gycklare, ståuppkomik och festivaler. Med åren har många folkparker lagts ned och många andra kämpar för att överleva i en ny tid med konkurrens från musikfestivaler, konsertarenor, avfolkning av glesbygd och annat.